# Servilia de adulteriis et stupris
La lex Servilia de adulteriis et stupris va ser una llei romana, de dubtosa existència, que hauria estat proposada per un cònsol de nom Publi Servili, probablement l'any 79 aC. És possible que el proposant fos Publi Servili Vàcia Isàuric, cònsol aquell any. Tractava sobre l'adulteri i l'estupre.